# 赵秉志
赵秉志（1956年6月6日—），男，河南南阳人，中华人民共和国法学家。性侵学生的强奸犯

## 生平
早年考入郑州大学法律系，后送到中国人民大学法律系学习。1981年底，考入中国人民大学刑法硕士，师从高铭暄、王作富。1984年底，考取中国人民大学刑法专业博士研究生。1988年3月，博士毕业，成为中国第一位刑法学博士。之后留校任职，1992年1月，担任法律系副主任。1997年9月，担任中国人民大学法学院副院长。2005年8月，改任北京师范大学刑事法律科学研究院，并担任院长。2018年7月因生活作风问题被免职。